# Peter Tomka
Peter Tomka (* 1. Juni 1956 in Banská Bystrica) ist ein slowakischer Jurist und Diplomat. Er war ab 1986 in verschiedenen Positionen für das tschechoslowakische, ab 1993 für das slowakische Außenministerium tätig. Unter anderem wirkte er als Botschafter und Vertreter der Slowakei bei den Vereinten Nationen (UN) sowie in verschiedenen UN-Gremien, darunter von 1999 bis 2003 als Mitglied der Völkerrechtskommission. Seit 2003 gehört er als Richter dem Internationalen Gerichtshof an. Von 2009 bis 2012 bekleidete er dabei das Amt des Vizepräsidenten, von 2012 bis 2015 war er Präsident des Gerichtshofs.

## Leben
Peter Tomka wurde 1956 in Banská Bystrica geboren und absolvierte ein Studium der Rechtswissenschaften an der Karls-Universität Prag, an der er 1979 einen LL.M.-Abschluss und zwei Jahre später einen Doctor iuris erwarb. 1985 promovierte er im Bereich des Völkerrechts. Nach dem Abschluss seines Studiums war er an der Karls-Universität von 1980 bis 1984 als Lehrbeauftragter sowie bis 1991 als Dozent für Völkerrecht tätig. Darüber hinaus wirkte er unter anderem 1982 an der Universität Kiew, 1984/1985 an der Universität Nizza, 1985 am Institut für Völkerrecht und internationale Beziehungen in Thessaloniki sowie 1988 an der Haager Akademie für Völkerrecht. In den Jahren 1998 und 1999 unterrichtete er am Institut für internationale Beziehungen der Comenius-Universität Bratislava.
Von 1986 bis 1991 war er im tschechoslowakischen Außenministerium tätig, darunter in den Jahren 1990/1991 als Leiter der Abteilung für Völkerrecht. Von 1991 bis 1992 war er Rechtsberater der ständigen Vertretung der Tschechoslowakei bei den Vereinten Nationen. Anschließend war er von 1993 bis 1994 Stellvertreter des ständigen Vertreters der Slowakei bei den UN und von 1994 bis 1997 amtierender ständiger Vertreter der Slowakei bei den UN. 1997 wechselte er in das Außenministerium seines Heimatlandes, in dem er als Direktor die Leitung der Abteilung für internationales Recht übernahm und von 1998 bis 1999 Generaldirektor für internationale Rechts- und Konsularsangelegenheiten war. Von 1999 bis 2003 fungierte er für die Slowakei als ständiger Vertreter bei den UN, wobei er auf Oľga Keltošová folgte.
Darüber hinaus wirkte er ab der Mitte der 1980er Jahre mehrfach als Delegierter der Tschechoslowakei beziehungsweise der Slowakei, sowie als Vorsitzender, Vizevorsitzender und Präsident bei verschiedenen UN-Komitees beziehungsweise Sitzungen von UN-Gremien und internationalen Konferenzen. Von 1999 bis 2003 gehörte er der Völkerrechtskommission der Vereinten Nationen an, darunter im Jahr 2000 als zweiter Vizevorsitzender der Kommission und 2001 als Vorsitzender des Komitees für Vertragsentwürfe (Drafting Committee). Zwischen 1993 und 2003 vertrat er die Slowakei in einem Gerichtsfall vor dem Internationalen Gerichtshof (IGH) in Den Haag. Seit dem Jahr 2003 ist er Ehrenpräsident der Slowakischen Gesellschaft für internationales Recht.
Peter Tomka gehört seit 1994 dem Ständigen Schiedshof an. Seit Februar 2003 ist er Richter am Internationalen Gerichtshof, seine Amtszeit läuft, nach seinen Wiederwahlen im November 2011 und November 2020, turnusgemäß bis Februar 2030. Im Februar 2009 wurde er für drei Jahre zum Vizepräsidenten des Gerichtshofes gewählt, anschließend fungierte er von Februar 2012 bis Februar 2015 als Präsident.